# 20345 Девідвіто
20345 Девідвіто (20345 Davidvito) — астероїд головного поясу, відкритий 23 квітня 1998 року.
Тіссеранів параметр щодо Юпітера — 3,551.